# Teófilo Barrios
Teófilo Barrios (Caaguazú, 23 luglio 1964) è un ex calciatore paraguaiano, di ruolo difensore.

## Statistiche

### Cronologia presenze e reti in nazionale
| Cronologia completa delle presenze e delle reti in nazionale ― Paraguay | Cronologia completa delle presenze e delle reti in nazionale ― Paraguay | Cronologia completa delle presenze e delle reti in nazionale ― Paraguay | Cronologia completa delle presenze e delle reti in nazionale ― Paraguay | Cronologia completa delle presenze e delle reti in nazionale ― Paraguay | Cronologia completa delle presenze e delle reti in nazionale ― Paraguay | Cronologia completa delle presenze e delle reti in nazionale ― Paraguay | Cronologia completa delle presenze e delle reti in nazionale ― Paraguay |
| Data                                                                    | Città                                                                   | In casa                                                                 | Risultato                                                               | Ospiti                                                                  | Competizione                                                            | Reti                                                                    | Note                                                                    |
| ----------------------------------------------------------------------- | ----------------------------------------------------------------------- | ----------------------------------------------------------------------- | ----------------------------------------------------------------------- | ----------------------------------------------------------------------- | ----------------------------------------------------------------------- | ----------------------------------------------------------------------- | ----------------------------------------------------------------------- |
| 27-2-1991                                                               | Campo Grande                                                            | Brasile                                                                 | 1 – 1                                                                   | Paraguay                                                                | Amichevole                                                              | -                                                                       |                                                                         |
| 14-6-1991                                                               | Santa Cruz de la Sierra                                                 | Bolivia                                                                 | 0 – 1                                                                   | Paraguay                                                                | Amichevole                                                              | -                                                                       |                                                                         |
| 16-6-1991                                                               | Asuncion                                                                | Paraguay                                                                | 0 – 0                                                                   | Bolivia                                                                 | Amichevole                                                              | -                                                                       |                                                                         |
| 14-7-1991                                                               | Santiago del Cile                                                       | Cile                                                                    | 4 – 0                                                                   | Paraguay                                                                | Coppa America 1991 - 1° turno                                           | -                                                                       |                                                                         |
| 18-6-1993                                                               | Cuenca                                                                  | Paraguay                                                                | 1 – 0                                                                   | Cile                                                                    | Coppa America 1993 - 1° turno                                           | -                                                                       |                                                                         |
| 21-6-1993                                                               | Cuenca                                                                  | Paraguay                                                                | 1 – 1                                                                   | Perù                                                                    | Coppa America 1993 - 1° turno                                           | -                                                                       |                                                                         |
| 26-6-1993                                                               | Quito                                                                   | Ecuador                                                                 | 3 – 0                                                                   | Paraguay                                                                | Coppa America 1993 - Quarti di finale                                   | -                                                                       |                                                                         |
| 14-7-1993                                                               | Rio de Janeiro                                                          | Brasile                                                                 | 2 – 0                                                                   | Paraguay                                                                | Amichevole                                                              | -                                                                       |                                                                         |
| 29-8-1993                                                               | Buenos Aires                                                            | Argentina                                                               | 0 – 0                                                                   | Paraguay                                                                | Qual. Mondiali 1994                                                     | -                                                                       |                                                                         |
| 5-9-1993                                                                | Lima                                                                    | Perù                                                                    | 2 – 2                                                                   | Paraguay                                                                | Qual. Mondiali 1994                                                     | -                                                                       | 46’                                                                     |
| Totale                                                                  |                                                                         | Presenze                                                                | 10                                                                      |                                                                         | Reti                                                                    | 0                                                                       |                                                                         |